# Моква, Давид
Давид Моква Нагби Нтусу (фр. David Mokwa Ngabi Ntusu; род. 3 мая 2004, Баньоле) — французский футболист камерунского происхождения, нападающий клуба «Хоффенхайм».

## Клубная карьера
Моква — воспитанник клубов «Кламар», «Медон», «Сошо» и немецкого «Хоффенхайма». В 2023 году игрок дебютировал за дублирующий состав последнего. 18 января 2025 года в матче против «Хольштайна» он дебютировал в немецкой Бундеслиге. 23 января в поединке Лиги Европы против английского «Тоттенхэм Хотспур» Давид забил свой первый гол за «Хоффенхайм».